# Kefersteinia retanae
Kefersteinia retanae là một loài thực vật có hoa trong họ Lan. Loài này được G.Gerlach ex C.O.Morales mô tả khoa học đầu tiên năm 1999.